# Stade Lavallois
Stade Lavallois Mayenne Football Club – francuski klub piłkarski grający obecnie w Ligue 2, mający siedzibę w mieście Laval, leżącym w Kraju Loary.

## Historia
Klub został założony 17 lipca 1902 roku przez Josepha Germaina. Pierwszym prezesem klubu został Émile Sinoi, a swoje mecze zespół rozgrywał w czerwonych koszulkach i czarnych spodenkach. Swoje mecze zespół rozgrywał w dzielnicy miasta Laval, Senelle. Swoje pierwsze spotkanie Stade Lavallois rozegrał przeciwko Stade Rennais. W 1903 roku klub przystąpił do rozgrywek o mistrzostwo Bretanii i zmieniono wówczas barwy klubowe z czerwono-czarnych na zielono-białe. W 1918 roku stroje klubowe ponownie zostały zmienione, tym razem na pomarańczowe. W 1930 roku Stade Laballois przeniósł się na nowy obiekt - stadion Jeana Yvineca. W 1931 roku zespół awansował do Division d'Honneur, którą wygrał w 1964 roku i awansował do Championnat de France Amateurs, francuskiej najwyższej amatorskiej ligi. W 1965 roku zespół wygrał te rozgrywki. 
W 1976 roku drużyna awansowała do Ligue 1 i uzyskała status profesjonalnego klubu. W 1983 roku zespół zajął 5. miejsce w lidze i zakwalifikował się do Pucharu UEFA. W pierwszej rundzie Stade Lavallois wyeliminował Dynamo Kijów (0:0, 1:0), ale w drugiej przegrał w dwumeczu z Austrią Wiedeń (0:2, 3:3). W 1989 roku drużyna spadła do Ligue 2 po 13 latach gry w pierwszej lidze. W 2006 roku została zdegradowana do Championnat National (III liga), a w 2009 roku powróciła do drugiej ligi.

## Sukcesy
- 5. miejsce w Mistrzostwach Francji: 1982/1983
- 2. runda Pucharu UEFA: 1983/1984
- Wicemistrzostwo Ligue 2: 1975/1976

## Europejskie puchary
Legenda do wszystkich tabel:
- Q – runda eliminacyjna, 1/16, 1/8, 1/4, 1/2 – odpowiednia faza rozgrywek, Grupa – runda grupowa, 1r gr – pierwsza runda grupowa, 2r gr – druga runda grupowa, F – finał, R – runda, PO – play-off
- k. – rzuty karne, los. – losowanie, Dogr. – dogrywka, w. – zasada bramek strzelonych na wyjeździe

| Sezon   | Rozgrywki   | Runda | Przeciwnik     | Dom | Wyjazd | Ogólnie |
| ------- | ----------- | ----- | -------------- | --- | ------ | ------- |
| 1983/84 | Puchar UEFA | 1R    | Dynamo Kijów   | 1–0 | 0–0    | 1–0     |
| 1983/84 | Puchar UEFA | 2R    | Austria Wiedeń | 3–3 | 0–2    | 3–5     |